# Televisão na África do Sul
A televisão na África do Sul foi introduzida em 1976. A África do Sul estava relativamente atrasada na introdução da transmissão televisiva para sua população.

## História

### Oposição à introdução
Embora a estatal South African Broadcasting Corporation (SABC) detivesse praticamente o monopólio da radiodifusão, também via o novo meio como uma ameaça ao africâner e ao volk africânder, dando uma proeminência indevida ao inglês e criando concorrência desleal para os afrikaans pressione.
O primeiro-ministro Hendrik Verwoerd comparou a televisão com bombas atômicas e gás venenoso, alegando que "eles são coisas modernas, mas isso não significa que sejam desejáveis. O governo precisa vigiar quaisquer perigos para o povo, tanto espiritual quanto físico".

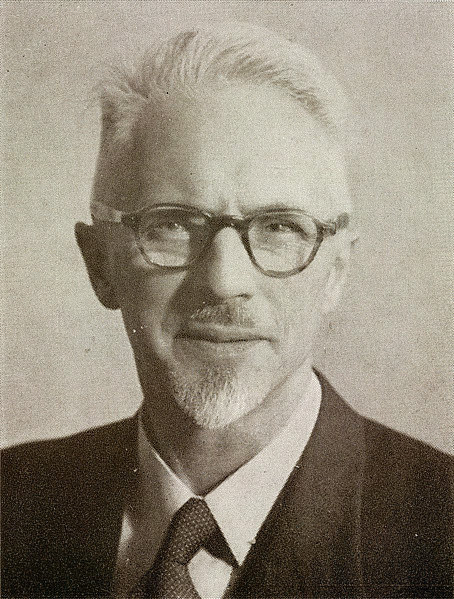
Dr. Albert Hertzog, Ministro dos Correios e Telégrafos 1958-1968

O Dr. Albert Hertzog, Ministro de Correios e Telégrafos da época, disse que a TV viria para a África do Sul "sobre seu corpo morto", denunciando-a como "apenas um mini-bioscópio que está sendo levado para dentro de casa e sobre o qual os pais não tem controle. " Ele também argumentou que "a África do Sul teria que importar filmes mostrando a mistura de corrida; e a publicidade deixaria os africanos insatisfeitos com sua sorte". O novo meio foi então considerado como a "caixa do diabo, para disseminar o comunismo e a imoralidade".
No entanto, muitos sul-africanos brancos, incluindo alguns africânderes, não compartilharam a hostilidade de Hertzog em relação ao que ele chamou de "a pequena caixa preta". Quando Neil Armstrong se tornou o primeiro homem a pisar a Lua em 1969, a África do Sul foi um dos poucos países incapazes de assistir ao evento ao vivo, o que levou um jornal a comentar: "O filme lunar provou ser a última gota ... a situação está se tornando uma fonte de constrangimento para o país ". Em resposta à demanda pública, o governo organizou exibições limitadas do pouso, nas quais as pessoas puderam assistir a gravações por 15 minutos.
O partido unido da oposição apontou que os países ainda menos avançados economicamente na África já tinham introduzido a televisão. Além disso, a vizinha Rodésia do Sul havia introduzido seu próprio serviço de televisão em 1960, o primeiro país da África ao sul do equador a fazê-lo. Conhecida como Rhodesian Television (RTV), seus principais acionistas eram empresas sul-africanas, incluindo o Grupo Argus de jornais, controladora do Rhodesia Herald, e Davenport e Meyer, sendo que a última operava a LM Radio, com sede em Moçambique, na época regra portuguesa.
Na ausência da televisão na África do Sul, uma versão de rádio da série britânica The Avengers foi produzida pela Sonovision para a rede comercial da SABC, a Springbok Radio, em 1972. Embora tenha durado apenas dezoito meses, a série de rádio se mostrou altamente popular.
Em 1968, a oposição do governo à introdução da televisão começou a abrandar depois que Hertzog foi removido do cargo de ministro dos Correios e Telégrafos pelo primeiro-ministro John Vorster. Em 1971, nomeou uma "Comissão de Inquérito sobre Assuntos Relativos à Televisão", dirigida por Piet Meyer, presidente do Afrikaner Broederbond e, posteriormente, da SABC. A maioria dos seus membros, dos quais nove eram membros da Broederbond, recomendaram que fosse introduzido um serviço de televisão, desde que o "controle efetivo" fosse exercido "em proveito de nossa nação e país".
A Comissão também argumentou que as pessoas na África do Sul poderiam eventualmente receber transmissões de televisão estrangeiras via satélite, evitando assim a censura do governo, e que isso deveria ser antecipado através da introdução de um serviço doméstico. Além disso, seria inconcebível que o Conselho de Controle de Publicações pudesse censurar cada videocassete que chegasse ao país quando estivesse disponível em grandes quantidades.

### Introdução da televisão
Em 1971, a SABC foi finalmente autorizada a introduzir um serviço de televisão. Inicialmente, a proposta era de dois canais de televisão, um em inglês e em africâner, voltado para platéias brancas, e outro, conhecido como TV Bantu, destinado a espectadores negros. No entanto, quando a televisão foi finalmente introduzida, havia apenas um canal com tempo de antena dividido entre inglês e africâner, alternando entre os dois idiomas. As transmissões de teste em Joanesburgo começaram em 5 de maio de 1975, seguidas em julho por outras em Cape Town e Durban. Os serviços nacionais finalmente começaram em 5 de janeiro de 1976.
Em comum com a maior parte da Europa Ocidental, a África do Sul utilizou o sistema PAL para televisão em cores, sendo apenas o segundo serviço de televisão terrestre na África Subsaariana a ser lançado com um serviço somente de cores. Zanzibar, na Tanzânia, introduziu o primeiro desses serviços em 1973, embora a própria Tanzânia não tenha estabelecido um serviço de televisão até o início dos anos 90, preocupada com as despesas e com a ameaça percebida às normas culturais. O Governo, aconselhado pelos técnicos da SABC, considerou que a televisão a cores teria de estar disponível para evitar uma migração dispendiosa da tecnologia de transmissão a preto e branco.
Inicialmente, o serviço de TV foi financiado inteiramente através de uma taxa de licença como no Reino Unido, cobrado em R36. No entanto, a publicidade começou em 1 de janeiro de 1978.
Em 1 de janeiro de 1982, dois serviços foram introduzidos, a transmissão da TV2 em Zulu e Xhosa e a transmissão da TV3 em Sotho e Tswana, visando a uma audiência urbana negra. Em 1985, um novo serviço chamado TV4 foi introduzido, carregando programas de esportes e entretenimento, usando o canal compartilhado pela TV2 e TV3, que encerrou as transmissões às 21h30. Em 1992, TV2, TV3 e TV4 foram combinados em um novo serviço chamado CCV (Contemporary Community Values). Um terceiro canal foi introduzido, conhecido como TSS, ou Topsport Surplus, sendo Topsport o nome da marca para a cobertura esportiva da SABC, mas foi substituído pela NNTV (National Network TV), um canal educativo e não comercial, em 1994.
O canal principal, agora chamado TV1, foi dividido igualmente entre o inglês e o africâner, como antes. Ele também se tornou disponível em Walvis Bay, um enclave da África do Sul na Namíbia, que era então sob administração sul-africana, com uma transmissão ao vivo do canal transmitido via Intelsat sendo retransmitida em um repetidor local de baixa potência.
Em 1986, o monopólio da SABC foi desafiado pelo lançamento de um serviço baseado em assinatura conhecido como M-Net, apoiado por um consórcio de editoras de jornais em 1 de outubro. No entanto, como parte de suas restrições de licenciamento, não pôde transmitir programas de notícias, que ainda eram da SABC, embora a M-Net tenha começado a transmitir um programa de assuntos atuais chamado Carte Blanche em 1988. Como a emissora estatal, a SABC foi acusado de parcialidade em relação ao regime do apartheid, dando apenas uma cobertura limitada aos políticos da oposição.

## Programação

### Programação importada
Muitos programas importados foram dublados em Afrikaans, sendo que o primeiro deles foi a série de detetives britânicos The Sweeney, conhecida em africâner como Blitspatrollie e Van der Valk, bem como a série de bonecos Thunderbirds. No entanto, em julho de 1986, a fim de acomodar falantes de inglês, a SABC começou a transmitir a trilha sonora original da série americana em um serviço de rádio FM chamado Radio 2000. Entre eles estão Miami Vice (conhecido como Misdaad in Miami), The Six Million Dollar Man (Steve Austin: Die Man van Staal) e Beverly Hills, 90210. Isso também se aplicava a programas alemães e holandeses dublados em africâner, como a série de detetives alemã Derrick, e a novela holandesa Medisch Centrum West, conhecida em africâner como Hospitaal Wes Amsterdam.
Da mesma forma, muitos programas, como The Jeffersons, foram dublados em zulu.
Devido às políticas de apartheid da África do Sul, a British Equity Association começou a boicotar as vendas de programas para a África do Sul, o que, combinado com um boicote semelhante feito pela Austrália, fez com que a TV sul-africana fosse dominada pela programação dos Estados Unidos. Como resultado, foi somente após o fim do apartheid que o boicote foi suspenso e a programação fora dos Estados Unidos tornou-se muito mais amplamente disponível.
No entanto, algumas companhias de produção americanas como a Lorimar, retiraram séries como Knots Landing e Falcon Crest da circulação sul-africana, enquanto a transmissão da cerimônia do Oscar para a África do Sul também foi proibida.

### Programação local
Os primeiros programas de TV produzidos localmente na África do Sul foram em inglês e afrikaans. Os programas em inglês incluem a série de drama familiar The Dingleys e The Villagers, bem como as séries de comédia Biltong and Potroast, apresentando comediantes sul-africanos e britânicos, e programa de variedades The Knicky Knacky Knoo Show. Outros programas foram a série infantil Bangalory Time, a série de música Pop Shop e o programa esportivo Sportsview.
Os programas em africâner incluíram a série de comédia Nommer Asseblief e Die Bosveldhotel, que posteriormente foram transformados em filmes de longa-metragem. Os programas infantis incluíam espetáculos de marionetes, como Haas Das se Nuuskas e Liewe Heksie. Outros programas em africâner foram o programa esportivo Sportfokus, o programa musical Musik en Liriek.
No entanto, foi a comédia em língua zulu, 'Sgudi' Snaysi, que alcançou os maiores índices de audiência da SABC no final dos anos 80. Também foi mostrado no Zimbábue e na Suazilândia.
A série de drama Shaka Zulu, baseada na história real do guerreiro zulu King Shaka, foi mostrada ao redor do mundo na década de 1980, mas isso só foi possível porque a SABC havia licenciado a série para um distribuidor americano.
Desde o fim do apartheid, alguns programas produzidos na África do Sul foram mostrados internacionalmente, como a série de ficção científica Charlie Jade, da SABC 3, uma co-produção entre a Imaginarium e a canadense CHUM, que foi transmitida em mais de 20 países, incluindo o Japão, França, Coréia do Sul e nos Estados Unidos no canal Sci-Fi. A novela da M-Net, Egoli: Place of Gold, foi exibida em 43 países africanos e chegou a ser exportada para a Venezuela, onde foi dublada em espanhol.

## Mudança política
Após o alívio da censura da mídia sob o presidente do Estado, FW de Klerk, a cobertura de notícias da SABC foi mais objetiva, embora muitos temessem que, uma vez que o Congresso Nacional Africano (ANC) chegasse ao poder, a SABC voltasse a digitar e servir ao governo de o dia. No entanto, a SABC agora também carregava boletins de notícias de TV da CNN International, dando assim aos telespectadores sul-africanos novas fontes de notícias internacionais.
Em 4 de fevereiro de 1996, dois anos depois de o ANC chegar ao poder, a SABC reorganizou seus três canais de TV, de modo a ser mais representativa de diferentes grupos lingüísticos. Isso resultou no rebaixamento do status do africâner ao reduzir seu tempo de transmissão de 50% para 15%, um movimento que alienou muitos falantes do africâner.
Os programas de TV da SABC em africâner e outros idiomas agora são legendados em inglês, mas os programas em inglês não costumam ser legendados em outros idiomas, a percepção é que todos os sul-africanos entendem inglês.
Anteriormente, a legendagem limitava-se a produções como soap operas e operetas. Não foi usado na TV1, na suposição de que a maioria dos espectadores entendia tanto o africâner quanto o inglês, nem o CCV, apesar dos apresentadores usarem dois ou mais idiomas diferentes durante um único programa.

## Novos serviços
O lançamento do satélite PAS-4 da PanAmSat viu a introdução dos serviços de transmissão via satélite de transmissão direta de banda Ku em 2 de outubro de 1995, logo após a MultiChoice lançar a DStv. Dois anos depois, a SABC lançou seus canais satélites mal-sucedidos, AstraPlus e AstraSport, que pretendiam levar a corporação ao mercado de TV paga chamado AstraSat, mas a falta de apoio financeiro e a insistência inicial no uso da tecnologia analógica, em oposição à tecnologia digital, resultaram em falha.
O monopólio da SABC sobre a televisão aberta ao ar foi quebrado com a introdução do canal privado e.tv em 1998. A e.tv também forneceu o primeiro serviço de notícias de televisão local fora do SABC estável, embora a empresa-mãe da M-Net, A MultiChoice oferece serviços como CNN International, BBC World News e Sky News via satélite de transmissão direta como parte de sua oferta paga.
O primeiro canal de negócios local de 24 horas, o CNBC Africa, foi lançado em 2007 com oito horas de programação local e o restante retirado de outras afiliadas da CNBC. A CNBC Africa concorre com a Summit, uma emissora de televisão comercial pertencente ao grupo de mídia Avusa, que transmite apenas durante o horário nobre da noite. Ambas as estações estão disponíveis apenas na plataforma MultiChoice direct-to-home, embora a inclusão da CNBC Africa na oferta de novos satélites pareça quase certa.
Em novembro de 2007, os reguladores anunciaram a concessão de quatro novas licenças de transmissão após um processo que viu 18 aplicativos. Os candidatos aprovados foram a Walking on Water, um serviço cristão dedicado, a On Digital Media, uma oferta de entretenimento de amplo espectro, a e.sat, um serviço de satélite da e.tv e a Telkom Media, uma empresa detida em 66% pela operadora de telecomunicações Telkom Group. Ltd. A licença da MultiChoice foi renovada ao mesmo tempo.
A e.sat decidiu não lançar serviços, mas sim adotar um modelo de negócios de provedores de conteúdo. e.sat lançou o e.news, um canal de notícias de 24 horas, em 2008, na plataforma MultiChoice. A Telkom Media, que também recebeu uma licença de IPTV, decidiu em abril de 2009 não prosseguir com o lançamento de serviços de televisão, uma vez que sua empresa-mãe, a Telkom, não acreditava que retornos de investimento adequados poderiam ser alcançados. Esperava-se que os licenciamentos restantes estivessem operacionais no final de 2009 e todos operariam serviços diretos para residências usando antenas parabólicas padrão de pequena abertura.
A Digital Media anunciou em 18 de março de 2010 que lançaria a TopTV em maio de 2010 como segunda concorrente de TV paga por satélite.
A TopTV ofereceria um total de 55 canais com 25 canais em sua oferta básica.

## Televisão comunitária
Outro modelo de televisão de serviço público, chamado de televisão comunitária, foi introduzido na África do Sul no início dos anos 90. O impulso para esta forma de televisão na África do Sul surgiu do desejo de superar as divisões e desequilíbrios na radiodifusão resultante do apartheid. Uma importante conferência realizada na Holanda em 1991 viu uma ampla gama de ONGs e Grupos da Comunidade resolver que a diversidade completa do país deveria ser expressa em sua transmissão. Posteriormente, a televisão comunitária foi introduzida na África do Sul pela legislação conhecida como a Lei da Autoridade Independente de Radiodifusão de 1993. O ato permitiu três níveis de transmissão, sendo estes públicos, comerciais e comunitários. Enquanto muitas estações de rádio comunitárias surgiram a partir daquela época, inicialmente em Durban e na Cidade do Cabo, a televisão comunitária só foi habilitada para licenças de eventos temporários de até quatro semanas de duração. Foi somente depois que o regulador de radiodifusão nacional, a Autoridade Independente de Comunicações da África do Sul (ICASA), promulgou seu documento de posição sobre a televisão comunitária em 2004, que licenças de longo prazo de até um ano foram habilitadas. Este regime de licenciamento foi alterado em 2010, quando a duração das licenças de classe foi fixada em sete anos.
As estações de televisão comunitárias devem, por lei, a) servir uma comunidade particular; b) ser administrado por uma organização sem fins lucrativos; ec) envolver membros da comunidade na seleção e produção de programação. Problemas de disponibilidade de frequência são complicados pela migração para a transmissão digital. Isso levou a ICASA a declarar uma moratória ao considerar novos pedidos de licença de TV comunitária em março de 2010.
A primeira estação de televisão comunitária a obter uma licença de um ano foi a Soweto TV em 2007. A estação serve a região sul de Joanesburgo e, principalmente, Soweto, também está disponível por satélite na plataforma MultiChoice. A segunda licença de televisão comunitária foi a Cape Town TV, licenciada pela primeira vez em 2008. A estação serve o maior metrô da Cidade do Cabo. É transmitido localmente na Cidade do Cabo em duas frequências analógicas a partir de um transmissor no site de Tygerberg e é também transmitido nacionalmente em toda a África do Sul e Lesoto na plataforma de televisão por assinatura DStv.
Em 2015, existem cinco emissoras de TV comunitárias licenciadas na África do Sul. Além dos serviços mencionados acima, há Bay TV em Port Elizabeth, Tshwane TV em Pretória e 1KZN TV em Richards Bay. Todos esses canais têm licenças de 'classe' de sete anos. Em 2014, estes canais alcançaram coletivamente uma audiência de cerca de 12 milhões de telespectadores e todos são transmitidos terrestre tanto em frequências analógicas locais como nacionais em plataformas de TV paga, principalmente DStv.

## Tecnologia digital
A primeira implementação de televisão digital na África do Sul foi um sistema baseado em satélite lançado pela operadora de TV paga MultiChoice em 1995. Em 22 de fevereiro de 2007, o governo sul-africano anunciou que as operadoras de TV pública do país estariam transmitindo em digital até 1º de novembro de 2008, seguido de um período de iluminação dupla de três anos, que terminaria em 1 de novembro de 2011.
Em 11 de agosto de 2008, o Departamento de Comunicações anunciou sua Política de Migração Digital para Transmissão. A política regerá a transição da transmissão analógica para a transmissão digital e declara que o Departamento fornecerá financiamento à distribuidora nacional de sinal Sentech para iniciar o processo de migração de acordo com o cronograma publicado. O calendário é faseado da seguinte forma, o que é um atraso de 4 anos em relação ao original proposto:
- 8 de agosto de 2008 - A MultiChoice lança o primeiro canal de HDTV da África do Sul (canal DStv 170)
- 2013 - começa as transmissões digitais (DTV)
- 2015 - 100% de cobertura digital e desligamento de todos os transmissores analógicos restantes

O objetivo declarado do governo de ter a televisão digital, bem como a televisão móvel em funcionamento a tempo para o torneio da Copa do Mundo da FIFA de 2010 a ser realizado pela África do Sul, falhou.

## Televisão por satélite
A DStv, da MultiChoice, sediada na África do Sul, é a principal provedora de televisão digital por satélite na África Subsaariana, transmitindo principalmente em inglês, mas também em português, alemão e africâner.
Em maio de 2010, a On Digital Media lançou o serviço de televisão por satélite TopTV. Ele oferece uma série de canais de televisão sul-africanos e internacionais e transmite principalmente em inglês, mas também em hindi, português e afrikaans.

## Outras tecnologias
Não existem redes de televisão por cabo na África do Sul, porque a manutenção de uma rede por cabo é dispendiosa devido à necessidade de cobrir áreas maiores e mais escassamente povoadas. O MMDS era usado anteriormente na África do Sul para serviços de TV comerciais e educacionais, mas desde a introdução das transmissões via satélite de banda Ku em 1995, a maioria dos transmissores de MMDS foi desmantelada.

## Canais mais vistos
Fonte: South African Audience Research Foundation (junho de 2013)
| Posição | Canal            | Grupo                                  | Alcance mensal (%) |
| ------- | ---------------- | -------------------------------------- | ------------------ |
| 1       | SABC 1           | South African Broadcasting Corporation | 85%                |
| 2       | SABC 2           | South African Broadcasting Corporation | 84%                |
| 3       | e.tv             | Hosken Consolidated Investments        | 81%                |
| 4       | SABC 3           | South African Broadcasting Corporation | 76%                |
| 5       | Soweto TV        | televisão comunitária                  | 20%                |
| 6       | M-Net Action     | M-Net                                  | 19%                |
| 7       | Studio Universal | NBCUniversal International Networks    | 18%                |
| 8       | Mzansi Magic     | DStv                                   | 17%                |
| 9       | Channel O        | M-Net                                  | 16%                |
| 10      | Mzanzi Wethu     | DStv                                   | 15%                |